# Slaget vid Brandywine
Slaget vid Brandywine, även känt som Slaget vid Brandywine Creek, stod mellan den amerikanska armén under befäl av general George Washington och den brittiska armén under befäl av general Sir William Howe den 11 september 1777. Britterna besegrade amerikanerna och tvingade dem att dra sig tillbaka mot den amerikanska huvudstaden Philadelphia. Striden ägde rum nära Chadds Ford i Pennsylvania under Howes fälttåg att inta Philadelphia, en del av det amerikanska frihetskriget.

## Britterna omfattar kontinentalarmén
Howes armé seglade från New York och landsteg nära Elkton, Maryland i norra Chesapeake Bay. Britterna marscherade norrut och slog tillbaka amerikanska lättare trupper efter några skärmytslingar. Washington gick till strid med sin armé posterad bakom Brandywine Creek. Medan en del av armén ställdes upp framför Chadds Ford tog Howe huvuddelen av sina trupper på en lång marsch som korsade Brandywine utanför Washington högra flank. På grund av dålig rekognoscering upptäckte amerikanerna inte Howes kolonn tills den nådde en position i den amerikanska högerflankens baksida. Senare omplacerade man tre divisioner för att blockera den brittiska flankstyrkan nära ett kväkarhus.

## Kontinentalarmén retirerar
Efter en hård strid slog Howes flygel igenom det nyuppställda amerikanska högerflygeln som grupperades på flera kullar. Vid denna tidpunkt anföll generallöjtnant Wilhelm von Knyphausen Chadds Ford och krossade den amerikanska vänsterflygeln. Medan Washingtons armé sprang till reträtt beordrade han delar av Nathanael Greenes division hålla tillbaka Howes kolonn tillräckligt länge för sin armé att fly mot nordost. Nederlaget och efterföljande manövrar lämnade Philadelphia sårbart. Britterna erövrade staden den 26 september, och dess ockupation skulle pågå fram till juni 1778.